# Ağlı
Ağlı là một huyện thuộc tỉnh Kastamonu, Thổ Nhĩ Kỳ. Huyện có diện tích 176 km² và dân số thời điểm năm 2007 là 3306 người, mật độ 19 người/km².